# Кохари
Кохари (на унгарски: Koháry) е унгарски благороднически род с главни владения в Чабраг и Сентантал в днешна Словакия.
Родът произлиза от областта Зала и се споменава за пръв път през 1470 година, при управлението на крал Матяш Корвин. В началото на XVII век Петер Кохари, комендант на Нове Замки, получава от император Фердинанд II титлата баронет, а през 1685 година Ищван Кохари става граф. През 1815 година Ференц Йожеф Кохари де Чабраг получава княжеска титла (фюрст), но той не оставя мъжки наследници и тя е наследена чрез дъщеря му Мария Антония Кохари де Чабраг от рода Сакс-Кобург и Гота-Кохари, младши клон на Сакс-Кобург и Гота.